# Замок Сідонія
Замок Сідонія, також відомий як садиба Сідонія, — замок XVII століття в Рьойтокмужай, Угорщина, який зараз[коли?] працює як спа-готель.

## Історія
У 16 столітті садиба замку складалася з одноповерхової будівлі в лісистій місцевості. У 1750 році замок був перебудований у романтично-класичному стилі. Двокрила головна будівля оточує великий U-подібний двір з аркадами та колонами. Садиба військового парку спочатку займала 8 га (20 акрів). Пал Фелсобукі Надь [ху], депутат угорського парламенту, успадкував маєток після смерті свого батька Шандора Надя з повіту Шопрон. Після смерті його єдиної дочки Юліани маєток перейшов до її чоловіка Максиміліана Урменного. Нащадки Урменного продали будівлю та залишили чотири предмети меблів для спальні та портрет Марії Терезії в натуральну величину, який згодом зник. Кажуть, що Тереза відвідала родину Урмені і що портрет був написаний на згадку про її візит. У 1910 році маєток купив німець Максиміліан Берг. До того часу замок майже не змінився. Берг перебудував замок за військовими проєктами архітектора з Вінер-Нойштадта. Згідно з написом, садовий міст із двома кам'яними левами був подарований у 1923 році німецьким промисловим магнатським сімействам Тіссен — нині сім'єю Тіссен-Борнеміса. Сини барона Максиміліана успадкували замок. У 1926 році новими власниками стали угорський посол у Ватикані Версегі Елек Надь та його дружина Йоханна Елізабет Янссен. Вони капітально реконструювали та модернізували замок. Під час їхнього володіння плавцем і архітектором Альфредом Хайосом був побудований парк навколо замку та великий басейн. Космополітичні смаки Янсена знайшли відображення в маєтку. У зоні басейну парку є невеликий дерев'яний японський будиночок, який був безпрецедентним у регіоні. Внутрішній двір у стилі французького саду з круглими деревами, живоплотами та квітами, висадженими на подвійному квадраті. На південній стороні стіни також є закритий сад площею 2500 квадратних метрів з невеликим басейном посередині з фонтаном.

### Друга Світова війна
Увійшовши до будівлі, відвідувачі можуть побачити історичну дерев'яну плитку та гіпсову стелю у фойє, а також мармуровий камін, який залишився недоторканим під час Другої світової війни. У каплиці знаходиться високоякісна копія роботи італійського майстра Джованні Антоніо Больтраффіо, Мадонна Літта також Place, оригінал якої експонується в Угорській національній галереї. По обидва боки від вівтаря були дерев'яні статуї 17-го століття, які зараз експонуються в Християнському музеї в Шопроні. Апостол Св. Павло зображує і є святим єпископом. Автор невідомий.
Салонна підлога походить з амстердамського палацу Луї Бонапарта, брата Наполеона. Меблі з маєтку голландської жінки. Після її смерті його успадкувала її дочка, перша дружина Версегі Елека, Йоханна Елізабет Янссен, внучка дуже успішного світового торговця та філантропа Пітера Вільгельма Янссена з Амстердама. Таким чином туди потрапили колишні королівські салонні меблі.
У 20 столітті в замку було багато гостей. Протягом багатьох років архієпископ-митрополит д-р Юстініан Дьордь Середі, граф Янош Мікеш, архієпископ Густав Майлат Чарльз, Пол Стефан, граф Бетлен і граф Телекі — останній як прем'єр-міністр — колишній міністр закордонних справ, граф Бертольд Леопольд, ерцгерцогиня Магдалина та інші члени родини Естергазі, а також членів сімей Сечені та Палфі відпочивали.
Сімейний склеп Версегі знаходиться в замковому парку Версегі. Там у 1928 році був похований батько Елека Надя, Франциск. Дружина Елека Високого Версегі померла в 1934 році у віці 34 років і похована в сімейному склепі. Елек і Єлизавета залишили шестеро маленьких дітей; Франциск Ксаверій, Едіт, Магделена, Алекса, Пітер (загинув у Другій світовій війні), Марія Луїза та Єлизавета.
I Verseghy High одружився вдруге з Марією Луїзою, графинею Зічі в 1936 році, з якою мав двох синів, Ендрю та Елека.
Серед своїх дітей Петро загинув героїчною смертю, тоді як четверо інших дітей покинули країну в 1944 році. Версегі Елек Надь і його дружина були депортовані в 1951 році в Тисасюлі — Колоптанья.

### Посткомунізм
У 1997 році Деррі Марта купив замок і відреставрував історичну споруду, незважаючи на його поганий стан. Підготовчі роботи до зйомки та проектування проводилися з лютого по серпень 1998 року, а будівництво — з вересня 1998 року по грудень 1999 року. Внутрішні роботи розпочалися паралельно з будівельними роботами з вересня по грудень 1999 року. Потім об'єкт був відкритий для публіки на Переддень Нового року.
Під час реконструкції пріоритетом було збереження якомога більшої кількості старих садибних будівель. У зв'язку зі збільшенням кількості гостей готелю розробили нові сходи вздовж двох бічних крил, піднятих дахів та мансарди.
Перший поверх розширили заскленою верандою зимового саду та переобладнали під ресторан. Найбільше втручання в забудову крила басейну це означало, але намагалися не порушити гармонію замку. Задній двір доглянутий та облаштований, а теперішні приміщення сауни та гарні різноманітні. Басейн скляної багатокутної форми — це не тільки парк, який намагається закрити зв'язок, але й стосується розбудови головного вхідного фасаду заскленої оранжереї.
Органічно пов'язана із замком у межах замкового саду Г-подібна господарська будівля, яка перебуває під управлінням ради, після націоналізації. Працював усередині молодіжного клубу, сільської бібліотеки, перукарні, організованої місцем проведення сільських свят та зборів. Це було популярне місце. Уряду хотілося б, але він не міг пожертвувати замовленням імпорту. Так народилася ідея, щоб нові власники замку взялися за реконструкцію господарської будівлі, яка так чи інакше історично завжди належала замку, щоб замок та його оточення у всій своїй красі як готель для роботи. Як громада не зазнає шкоди, натомість побудували на визначеному урядом місці новий, більш відповідний для потреб сьогодення сільський будинок, де є не лише місце проведення заходів, а й постійне місце проживання місцевої влади.
Обмін відбувся, тому що в селі побудували новий будинок є доказом того, що добра справа приватних власників і муніципалітетів може принести користь кожному.
Колишня господарська будівля того, що тепер називається Удвархаз, збільшила площу мансардного поверху, але переконавшись, що маса нової забудови не повинна бути надто вираженою. Там збудовано 13 кімнат.
Японський будинок і зовнішні ставки в замку були відновлені в первісному вигляді.
Замок оточує парк площею 6,5 га (16 акрів), який вражає різноманітністю, відомими роботами, але є можливість для активного відпочинку.
«Чарівник знову», Мері Брані зафрахтувала садовий ландшафт інженером-будівельником і таким чином створює атмосферу саду. «Здавалося малоймовірним, щоб зберегти існуючий голландський сад із шарнірними шарнірами bukszusparterekkel і bokorrózsákkal, заснований на планах відкритого басейну Альфреда Хайоса, японського будинку, сховища колишнього власника Версегі Надь Елек, обсаджених деревами доріжок vadgesztenyékkel і відкриває мені».
Конструкція саду, яка колись побудувала берлінський Verseghi Nagy Elek Späth виконання компанії, не змінилася протягом багатьох років. Скульптурна робота, однак, була роботою колективу в Шопроні також Гези Зайферта, Баумана Бела Бела Мехле та особисто.
Колишній парк і створення атмосфери новозбудованих спортивних майданчиків не змінилися.
«Експортний план реконструкції парку перед підготовчими роботами був більшою частиною геодезичної зйомки парку та інвентаризації наявних культур. Завдяки szállodafunkcióból сад повинен задовольняти різноманітні потреби, які необхідно було врахувати при проектуванні. існуючих заводів і колишнього kialakításból, що залишилися охоронюваних об'єктів, що відповідають особливостям. Я шукала можливість забезпечити нове житло таким чином, щоб кінцевий результат побудови гармонійного ансамблю парку у відношенні народився», — каже Марія Брані.
Про оригінальні території відомо небагато, але голландський сад і П-подібний внутрішній сад залишилися недоторканими, з платанами та чорним горіхом.
У січні 2014 року професор д-р Гюнтер Небель, новий власник готелю, який намагається зберегти характер готелю, був розроблений і адаптований до концепції, а також гостинність, яка завжди чекала відвідувача.

## Готель
Замок належить Австрійському та Угорському замковому союзу. Спочатку він використовувався як мисливський будиночок, а потім був переобладнаний у готель на 46 номерів. Він розташований на території парку, де можна зайнятися активними видами спорту.
У 2007 році готель отримав нагороду «Замковий готель року».